# Borja (Datem del Marañón)
Borja es una localidad peruana del distrito de Manseriche, ubicado en la provincia del Datem del Marañón en el departamento de Loreto.

## Ubicación
Se encuentra sobre la margen izquierda del río Marañón, aguas debajo de la boca del río Santiago, a 4,5 km en línea recta del Pongo de Manseriche, con la siguiente ubicación: 4°28'1.10"S  77°32'45.80"W y a 154 m s. n. m.

## Historia
El poblado de San Francisco de Borja fue fundado el 8 de diciembre de 1619 por Diego Vaca de Vega como parte de la conquista de Maynas. El nombre de la población debió ser un homenaje al virrey Francisco de Borja y Aragón, Príncipe de Esquilache, a quien el capitán debió el reconocimiento de su derecho a la gobernación de las tierras que conquistase. Como en la fundación intervinieron también misioneros jesuitas, bien puede juzgarse que el nombre fue concebido como un homenaje a San Francisco de Borja, que contribuyó decisivamente a la organización y el prestigio de la Compañía de Jesús. La población subsistió algunos años tras la expulsión de los miembros de la Compañía, y de su estado dio cuenta Francisco de Requena, en 1779; pero luego fue arruinada por la acción de los huambisas y otros pueblos amazónicos, y así la vieron Santiago Távara (1868) y Antonio Raimondi (1879). Sus ruinas fueron también visitadas por aventureros como F.W. Up De Graff  cuando remontó el Pongo de Manseriche. Sobre el mismo emplazamiento fue erigida nuevamente, y a lo largo del río han instalado sus pobladores numerosos lavaderos para beneficiar las arenas auríferas.

### El camino de Loja a San Francisco de Borja
A finales del siglo XVII Antonio Sánchez de Orellana y Ramírez de Arellano, I marqués de Solanda y gobernador de Maynas, abrió un camino directo desde la ciudad de Loja a la de San Francisco de Borja. Esta maniobra geopolítica le costó dinero y esfuerzo de su propio bolsillo, pero redujo significativamente el tiempo de viaje de entre dos y tres meses a menos de veinte días. El mismo Marqués emprendió el viaje inaugural, llegando a Borja el 10 de agosto de 1694, después de haber pasado el peligroso Pongo de Manseriche. Allí presentó el título de Gobernador que le había sido otorgado, y fue recibido con muestras de admiración y respeto por todos los pobladores.
Posteriormente el Marqués llegó a la conclusión de que se debía abrir una nueva ruta de comunicación entre San Francisco de Borja y la ciudad de Cuenca a través del poblado de Sigse (ambos en el actual Ecuador), para lo que se debía volver a fundar la ciudad de Logroño de los Caballeros, que serviría como punto medio de la ruta. Regresó entonces a Loja para iniciar la titánica empresa, que más tarde lograría consolidarse bajo su vigilancia personal. Lamentablemente la ruta no fue concluida debido a que no se logró hacer el contacto con el sacerdote que debía llegar desde Borja con un grupo adicional de personas para refundar la ciudad de Logroño por la merced de la Iglesia católica.
Aun así, se intentó fundar la ciudad de San Miguel de Yapara a orillas del río Ucayali, pero las condiciones del tiempo y el clima no lo permitieron. Esa fundación habría sido clave para definir los intereses territoriales de la Real Audiencia de Quito con respecto a las de Cuzco y Lima, pues existían vacíos en los límites, que no estaban delineados aún de forma oficial en esa zona, y habría evitado los conflictos fronterizos que se dieron siglos después entre las repúblicas de Perú y Ecuador.

## Otros datos

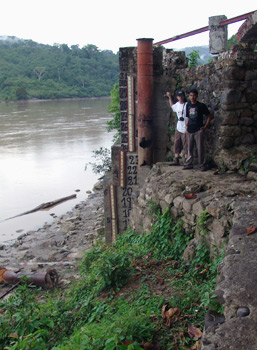
Medición del caudal del Río Marañón en Borja.

Su población es cercana a los 200 habitantes. Cuenta con energía eléctrica solamente durante algunas horas en el día. Debido a que se encuentra a orillas del Río Marañón justo después de atravesar el Pongo de Manseriche, es un lugar idóneo para medir el caudal del río.